# Monmouthské převorství

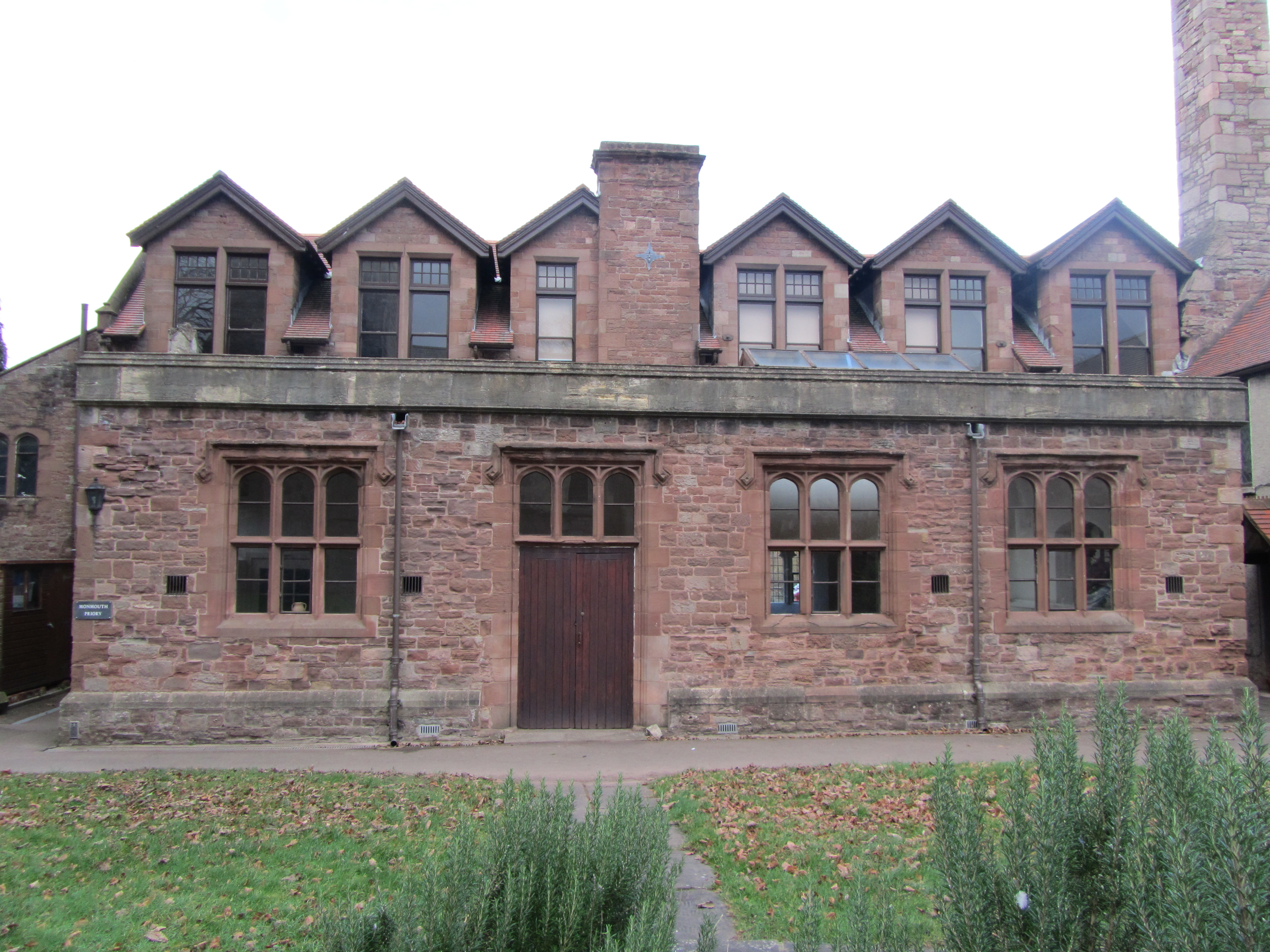
Pohled na budovu zezadu

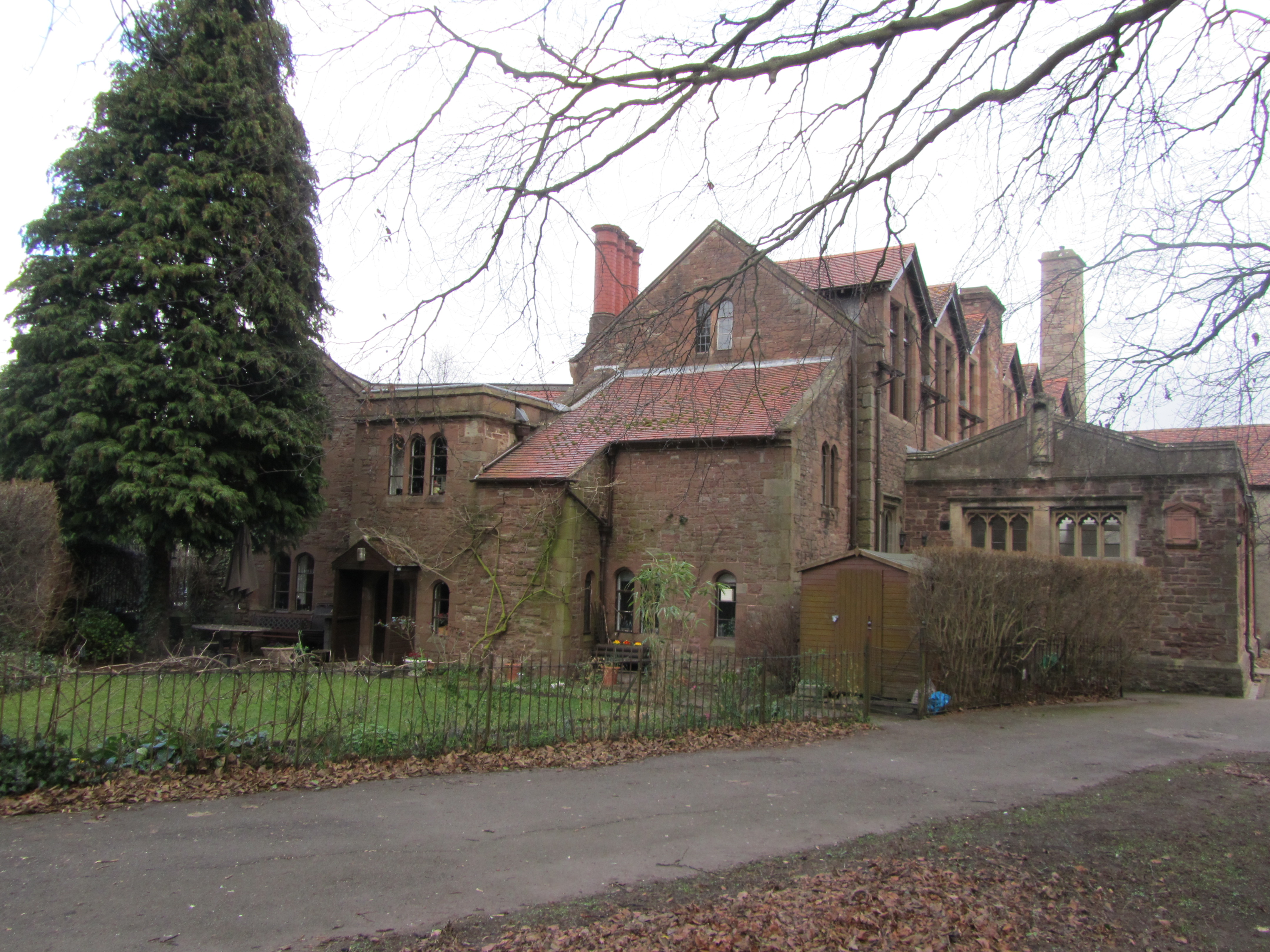
Pohled na budovu z boku

Monmouthské převorství (anglicky Monmouth Priory) je bývalé benediktýnské převorství v Monmouthu v Monmouthshiru, jehož zachované budovy v sousedství převorského kostela svaté Marie dnes slouží jako komunitní centrum. Samotné převorství bylo založeno v roce 1075 a do dnešního dne se zachovaly části středověkých budov, jež byly ovšem v devatenáctém století podstatně předělány pro potřeby zde sídlící školy. Od 27. června 1952 je soubor budov zařazen na seznam chráněných památek coby Grade II* listed building. Také je jednou ze zastávek na naučné stezce Monmouthem.

## Dějiny
Převorství bylo založeno Withenocem, Bretoncem, který se stal pánem Monmouthu v roce 1075. V Liber Landavensis je zmínka o starším keltském kostela a je možné, že stál na místě pozdějšího převorství. Převorství bylo poskytnuto opatství v Saumuru a bylo vysvěceno v roce 1101. Později ve dvanáctém století byl kostel rozšířen a stal se farním kostelem. Převorství samo ovšem zaniklo v roce 1536 v rámci rušení anglických klášterů.
Klášterní budovy byly umístěny na severní straně převorského kláštera. V roce 1906, kdy se připravovala stavba baptistického kostela v Monmouthu, byly nalezeny stopy po ošetřovně. Dochované budovy byly ubytovnou. Jediným viditelným prvkem středověké architektury je vystouplé okno možná z patnáctého století, které bývá občas omylem dáváno do souvislosti s Geoffreym z Monmouthu, který ovšem žil o tři století dříve. Okno je podpíráno třemi konzolami s ozdobnými hlavami, u kterých není jisté, koho mají zobrazovat. Podle Keitha Kissacka by se mělo jednat o „rytíře, anděla a mlynáře“.
Budova byla rekonstruována s podporou Heritage Lottery Fund, práce skončily v roce 2002. Dnes je k disposici pro veřejné užití, například pro svatby, konference a výstavy.